# Philipp Lamprecht
Philipp Lamprecht (* 30. August 1970 in Berlin) ist ein deutscher Rechtswissenschaftler.

## Leben
Er studierte Rechtswissenschaft und Wirtschaftswissenschaften in Bayreuth und Rechtswissenschaft in Freiburg im Breisgau (1. juristisches Staatsexamen 1995, Rechtsreferendariat am LG Freiburg). Nach der Steuerberaterprüfung (2004) war er von 2005 bis 2016 in leitender Position im Dienste der Senatsverwaltung für Finanzen, Berlin, im Bereich der Besteuerung von Körperschaften tätig. Nach der Promotion (2000) und der Habilitation (2010) bei Uwe Blaurock an der Universität Freiburg im Breisgau ist er seit 2016 Universitätsprofessor für Steuerrecht und Zivilrecht an der Goethe-Universität.
Seine Forschungsschwerpunkte sind Personengesellschaftsrecht und deutsches und internationales Steuerrecht.

## Schriften (Auswahl)
- Die Zulässigkeit der mehrfachen Beteiligung an einer Personengesellschaft. Ein Beitrag zur Bedeutung des Personengesellschaftsanteils als Vermögensgegenstand. Berlin 2002, ISBN 3-428-10515-X.
- als Herausgeber mit Peter Jung, Martin Schmidt-Kessel und Katrin Blasek: Einheit und Vielheit im Unternehmensrecht. Festschrift für Uwe Blaurock zum 70. Geburtstag. Tübingen 2013, ISBN 978-3-16-152445-5.
- als Herausgeber mit Uwe Blaurock, Hans-Georg Kauffeld, Christian Levedag, Tobias Teufel und Thomas Wachter: Handbuch Stille Gesellschaft. Gesellschaftsrecht, Steuerrecht. Köln 2020, ISBN 3-504-33528-9.